# Cornelis Schuyt
Œuvres principales
- Il primo libro de madrigali a cinque voci (1600)[3].
- Hollandsche madrigalen met vijf, ses, ende acht stemmen (1603)[3].
- Hymeneo, overo Madrigali nuptiali et altri amorosi (1611)[3].
- Dodeci Padovane, et altretante Gagliarde Composte nelli dodeci modi (1611)[3].

Cornelis Schuyt, né à Leyde, en Hollande, en 1557 et mort dans sa ville natale le 9 juin 1616, est un organiste et compositeur néerlandais rattaché à l'école franco-flamande. 

## Biographie
Cornelis est le fils de Floris Cornelisz. Schuyt et de son épouse en premières noces, Maria Dircxdr., décédée en 1578.  Schuyt, considéré comme le plus grand musicien qu'ait connu la ville de Leyde, et son père jouaient les orgues de l'église Saint-Pierre et de l'église de Hoogland à Leyde chaque semaine en alternance. 
Encore jeune homme, il entreprit un grand voyage en Italie, probablement à des fins d'études et, selon toute vraisemblance, en compagnie de son père.  Il se peut que la ville de Leyde ait contribué au financement de ce voyage.  Nous ne savons pas si les Schuyt, père et fils, ont convoité des postes intéressants en Italie.  Mais lorsque le conseil municipal de Leyde lui eut offert un contrat à vie, en 1593, Cornelis estima qu'une durée de trois ou quatre ans était largement suffisante.  Néanmoins, lié par des contrats pluriannuels renouvelés, il demeurera toute sa vie dans la ville. 
Après son voyage d'études à travers l'Italie, entamé après 1587, Cornelis obtint donc, en mars 1593, un poste d'organiste à côté de son père auprès de l'église Saint-Pierre et de l'église de Hoogland.  Le passage de l'église, vers cette époque, de l'obédience catholique à celle de la Réforme, ne porta apparemment pas atteinte à la religion de l'organiste. Il se maria la même année avec Cecilia Pietersdr. van Uytgeest.  Le couple n'eut pas d'enfants. 
Tout ce que nous savons au sujet du séjour à l'étranger de Schuyt est fondé sur les données fournies par son Primo libro de Madrigali (Premier Livre de madrigaux, publié en 1600).  Il dédia celui-ci au pretore, consuli et senato, donc au bailli, aux échevins et au vroedschap de Leyde, tout en exprimant sa gratitude pour les bienfaits dont lui et son père avaient joui grâce à eux.  De cette reconnaissance témoignent deux compositions particulières : le madrigal d'ouverture O Leyda gratiosa (Ô Leyde gracieuse) et un canon sur les paroles Bewaert Heer Hollandt / En zalicht Leyden (Protégez la Hollande, Seigneur, et bénissez Leyde).  Le 4 août 1600, le conseil municipal rémunéra Schuyt d'un montant de 24 florins ; une redevance qui était d'ailleurs d'usage dans de tels cas,.
Schuyt remplit différentes tâches au service de la ville et enseigna la musique à un ou deux élèves.  Durant quelques années, il régla également les avant-quarts des tours de l'hôtel de ville et de la halle des tanneurs,.  Après la mort de son père, survenue en 1601, on lui ordonna de jouer sur l'orgue de l'église Saint-Pierre.  
Le conseil municipal de Leyde se montra très satisfait de son employé Schuyt.  La disposition habituelle, appelant à étudier beaucoup, n'apparaît pas dans le contrat.  De plus, Schuyt ne fut pas contraint de prêter serment, comme il était pourtant de coutume pour les responsables de la ville.  En outre, il fut bien payé : son salaire annuel passa à 450 florins. 
Malade de corps, il rédigea son testament le 13 avril 1616.  Tenu en haute estime par ses contemporains pendant sa vie, il fut enterré dans l'église Saint-Pierre de sa ville natale.  Après sa mort, sa femme aurait continué à habiter la maison sise au Béguinage, et elle était encore en vie en 1635.

## Œuvres

### Œuvres vocales

#### Œuvres vocales profanes
L'écriture des œuvres de Schuyt est empreinte du plus pur style Renaissance : on n'y trouve donc aucune trace de l'influence de la monodie des compositeurs italiens de son époque, tels que Claudio Monteverdi, ce qui fait de lui un compositeur nettement plus conservateur que son célèbre contemporain, l’Amstellodamois Jan Pieterszoon Sweelinck.

##### Madrigaux
Schuyt publia trois collections de madrigaux.  Deux de ces ouvrages contiennent des compositions sur des textes italiens d'auteurs tels que Le Tasse et Pétrarque, tandis que, dans le troisième, le compositeur avait mis en musique des textes néerlandais de Daniel Heinsius et de Jan van Hout, parmi d'autres.  Dans l'introduction de cette dernière publication, il nous fait remarquer qu'en s'exerçant, on peut obtenir d'aussi bons résultats qu'en d'autres langues. 

###### Madrigaux italiens
Beaucoup de ses madrigaux furent écrits en ayant à l'esprit des citoyens de Leyde.  Ainsi, dans le madrigal à cinq voix Sí come fra le stelle apparaît le nom d'un certain Andrea Ousthoorn et dans Lieta piú dell'usato, un acrostiche sur le nom d'une certaine Lucretia.  En 1611, Schuyt publia un second recueil italien, comprenant 23 madrigaux à six voix et un écho à douze voix, intitulé Hymeneo, overo madrigali nuptiali et altri amorosi (Hymeneo, ou Madrigaux nuptiaux et autres madrigaux d'amour),.  Ce recueil est dédié à Jacob van Duvenvoorde, seigneur d'Obdam et amiral de Hollande, qui, en 1604, s'était marié avec Anna van Brederode.  Dans Sposo gentil, c'est sans doute elle qui est représentée sous les traits de Beatrice, la bien-aimée de Dante.  Outre les madrigaux publiés dans ces recueils, Schuyt en composa sans aucun doute beaucoup plus : l'inventaire de sa succession mentionne deux manuscrits de madrigaux.  De plus, Schuyt possédait un nombre impressionnant de recueils de madrigaux de compositeurs italiens.

###### Madrigaux hollandais
Il va sans dire que, dans le milieu intellectuel de l'université de Leyde, les madrigaux italiens de Schuyt étaient fort appréciés et qu'il y circulait des idées humanistes sur l'émancipation de la langue néerlandaise.  Ainsi, le célèbre auteur Daniel Heinsius écrivait des poèmes en néerlandais dont quelques-uns furent mis en musique par Schuyt et publiés dans un recueil de madrigaux néerlandais (Hollandsche madrigalen, de 1603).  Cette collection contient aussi plusieurs pièces de circonstance, composées à l'occasion des mariages de notables de la ville de Leyde.  Un madrigal particulier célèbre la grande fête de Rhétorique de 1596, à laquelle la chambre de Leyde, De Witte Acoleyen, accueillit environ 150 rhétoriciens de Leyde et de dix autres villes hollandaises.  Les chambres invitées furent accueillies par la chanson Uyt jonsten es begrepen 't spel, où leurs noms et devises sont astucieusement incorporés ; Schuyt la mit en musique à cinq voix.
Schuyt semble avoir hésité sur ses madrigaux néerlandais : dans sa dédicace à Jan Cnotter, il admet que les arts et les sciences de son pays natal ont connu de grands progrès et que, dans l'intérêt de la patrie et à sa gloire, on publiait dans la langue maternelle, mais que ses amis ont tout de même dû le convaincre de composer de la musique néerlandaise.  Bien que Schuyt ait été d'avis que l'on peut chanter aussi bien en néerlandais qu'en d'autres langues, il avait encore à surmonter une certaine réticence : toujours selon lui, d'autres compositeurs auraient possédé plus de moyens que lui et en avaient déjà fait preuve.

#### Musique sacrée

##### Motet
Parmi les œuvres de Schuyt, une pièce vocale exceptionnelle est le motet Domine fiant anima mea, transmis par une gravure de Zacharias Dolendo (vers 1561–vers 1604, Leyde) d'après un dessin de son maître Jacob de Gheyn II (1565–1629, La Haye).  Ces « motets-images », qui sont de courts morceaux de musique intégrés dans des représentations bibliques ou, d'une autre façon, religieuses, étaient populaires auprès des graveurs des Pays-Bas méridionaux à la fin du XVIe siècle.  Les six voix du motet de Schuyt sont reproduites dans des livres de chœur, tenus par des anges accompagnés de sainte Cécile jouant de l'orgue.  Motet et image soulignent la foi, présumée catholique, de Schuyt.

### Œuvres instrumentales
Si les fonctionnaires de la République étaient généralement des calvinistes, les organistes faisaient souvent exception à la règle.  En règle générale, on maintint les organistes après l'Altération (le passage d'une église catholique romaine dans les mains des réformés).  La conclusion des mariages de Cornelis, de sa sœur et de ses deux demi-frères devant les échevins - action qui ne se produisait en général que si les deux conjoints étaient calvinistes - semble confirmer l'hypothèse selon laquelle Schuyt était de confession catholique.  Avant le passage de la ville au calvinisme, Schuyt dut bénéficier de leçons de contrepoint dans la tradition catholique des anciens Pays-Bas.  En effet, sa musique révèle un style contrapuntique solide. Certains de ses madrigaux à six voix comprennent des canons.
Bien que Schuyt fût avant tout organiste, il ne nous laissa pas de musique d'orgue.  Par contre, on connaît de lui des œuvres pour ensemble instrumental.  Un quatrième opus comprend douze œuvres instrumentales à six parties, écrites dans les douze tons.  Une riche texture en contrepoint caractérise cette musique instrumentale.  Son recueil Dodeci Padovane, et altretante Gagliarde Composte nelli dodeci modi (Douze Pavanes et autant de Gaillardes, composées dans les douze tons de l'Église, de 1611) contient douze paires de pavanes et de gaillardes à six voix, c'est-à-dire des danses lentes et solennelles et des danses sauteuses rapides.  Cependant, grâce à un contrepoint généreux, elles se rapprochent plus des fantaisies que de la musique de danse.  Deux canzones dans le style français fonctionnent en guise de bis : la Fortuna Guida et La Barca.

### Recueils publiés
- (it) Il primo libro de madrigali a cinque voci (1600, le premier livre de madrigaux à cinq voix)[3].
- (nl) Hollandsche madrigalen met vijf, ses, ende acht stemmen (1603, madrigaux néerlandais à cinq, à six et à huit voix)[3].
- (it) Hymeneo, overo Madrigali nuptiali et altri amorosi (1611, madrigaux nuptiaux et amoureux)[3].
- (it) Dodeci Padovane, et altretante Gagliarde Composte nelli dodeci modi (1611, douze pavanes et gaillardes composées dans les douze modes)[3].

### Sources
- (nl) BONDA, Jan Willem.  De Nederlandse meerstemmige liederen van de vijftiende en zestiende eeuw (The Dutch Polyphonic Songs of The 15th and 16th Centuries), Hilversum, Verloren, 1996  (ISBN 90-6550-545-8), p. 152.
- (nl) CLEMENT, Albert.  «  Jan Pieterszoon Sweelinck : een stadsorganist van wereldfaam tussen calvinisme en katholicisme », Een muziekgeschiedenis der Nederlanden (réd. Louis Peter GRIJP et Ignace BOSSUYT), Amsterdam University Press, 2001  (ISBN 90-5356-488-8)  (ISBN 9789053564882), p. 186.
- (nl) ELSEVIER.  De navorscher-Nederlands archief voor genealogie en heraldiek, heemkunde en geschiedenis, 7e année, Amsterdam, Frederik Muller, 1857, p. 326.
- (en) FORNEY, Kristine K., et James HAAR (réd.).  « The Netherlands, 1520-1640 », European Music, 1520-1640, Boydell Press, 2006, p. 268.
- (nl) GRIJP, Louis Peter.  «  Van Druyven-Tros tot Gedenck-clanck », Conformisten en rebellen: rederijkerscultuur in de Nederlanden (1400-1650) (réd. Bart RAMAKERS), Amsterdam University Press, 2003, p. 277.
- (nl) GRIJP, Louis Peter.  «  Meerstemmige liederen op Nederlandse teksten », Een muziekgeschiedenis der Nederlanden (réd. Louis Peter GRIJP), Amsterdam University Press, 2001, p. 159.
- (nl) HEIJE, Jan Pieter.  Uitgave van oudere Noord Nederlandsche Muziekwerken, vol. V., Drie Madrigalen van Cornelis Schuyt (1600) / Twee chansons van Jan Pieters Sweelinck (1598) [...], Amsterdam/Utrecht, Maatschappij tot bevordering der Toonkunst, Vereeniging voor Nederlands Muziekgeschiedenis-Louis Roothaan, 1873, p. 1-6.
- (nl) KOPPENOL, Johan, et Jan VAN HOUT.  Leids heelal: het Loterijspel (1596) van Jan van Hout, Hilversum, Verloren, 1998, p. 90.
- (en) RASCH, Rudolf, et Thiemo WIND.  From Ciconia to Sweelinck: donum natalicium (réd. Albert CLÉMENT et Willem ELDERS), Rodopi, 1994, p. 327-353.
- (nl) SCHMIDT, Freek.  « De Hollandse ruimte. Architectuur en stedenbouw », Geschiedenis van Holland (réd. Thimo DE NIJS et Eelco BEUKERS), Hilversum, Verloren, 2002, p. 425.
- (nl) VAN DER WEEL, Heleen.  Klokkenspel: het carillon en zijn bespelers tot 1800, Hilversum, Verloren, 2008, p. 59.

### Discographie sélective
- Cornelis Schuyt (1557-1616), Madrigali, Padovane & Gagliarde, Camerata Trajectina, 2011, Globe 6068 (un canon, plusieurs compositions instrumentales et madrigaux en langues italienne et néerlandaise).
- Music from the Golden Age of Rembrandt, Musica Amphion, dir. Pieter-Jan Belder, Brilliant Classics, 2006 (deux pièces instrumentales).
- Dutch Madrigals / Hollandse Madrigalen, Camerata Trajectina, dir. Louis Peter Grijp, Globe 6042, 1997 (un madrigal et une pièce instrumentale).
- Vox Neerlandica I, Nederlands Kamerkoor, dir. Paul Van Nevel, NM Classics 92064, 1998 (un madrigal italien).